# プロ野球?殺人事件!
『プロ野球?殺人事件!』（プロやきゅう?さつじんじけん!）は、1988年12月24日にカプコンから発売されたファミリーコンピュータ用ゲームソフト。
架空のプロ野球界を舞台にした殺人事件を題材とした推理アドベンチャーゲーム。殺人犯の濡れ衣を着せられた元プロ野球選手が真相を突き止めていくという作品である。

## ゲーム内容

### システム
分類上は殺人事件を題材とした推理アドベンチャーゲームではあるものの、従来の推理アドベンチャーゲームのようにウィンドウ形式による1対1の問答などに留まらず、ロールプレイングゲームやシューティングゲームなどのミニゲーム要素を盛り込んでいる。
プレイヤーは作品の主人公のいがわ すぐるとなり、7つの都市（横浜、川崎、東京、所沢、名古屋、広島、大阪）を回りながら警察の捜査網をかいくぐり、自身の潔白と事件の真相を調査、究明することになる。
画面上部に表示される「LP（ライフポイント）」（ヒットポイントと同義）の最大値は99で、数十歩進むごとに1ずつ減少していく。0になってしまった場合、最初に東京へ到達するまではペナルティなしで横浜の自宅に戻るだけだが、以降は東京の刑務所に収監され、持金は全額没収されてしまう。刑務所からは脱獄が可能で、ゲームオーバーの類は存在しない。
いがわは常に警察に追われている身の上であるため、マップ上に配置された警察官に見つかると音楽が変わって逃走モードとなる。
本作の大きな特徴の一つとして「変装」システムがあり、これを利用することによって警察の職務質問による回避成功率が大きく上昇するほか、特定の人物への接触などが可能になる。変装に必要な道具は全てデパートで買い揃えられるが、あくまで変装は職務質問での回避成功率が上がるだけであって、マップ上で警察に見つかれば追跡されることには変わりは無い。

### プロテスト
一部の都市で開催されている球団のプロテストを受験できるというイベントがあり、3つのミニゲームをクリアすることでプロテスト合格と見なされる。合格すると係員から契約書が手渡され、これをプロテストを開催している各球団事務所の事務員に見せると契約金を受け取る運びとなる。ガンアンツでは1000万円の小切手（アイテム扱いで換金できない）、それ以外の球団では口座振込の形で支給される。本作における唯一の金策手段。
100mダッシュ
12秒以内で100mを走りきる。フライングは失敗扱いとなる。
遠投
90m以上を記録する。3回中1回でも条件を満たせばクリア。
10本ノック
フライやゴロを織り交ぜた打球の守備を10回中8回成功させる。ノッカーが打った直後の打球方向が描写されないため、どこに飛んだのかは俯瞰画面に切り替わった瞬間に判断しなければならない。また、失敗が確定しても10回受けなければ終了しない。

### 逃走モード
主人公のいがわは警察に追われているため、街中や一部の建物に存在する警察官に見つかると音楽が変わって逃走モード1に移行する。警察官の追跡スピードはプレイヤーと同じであるため、警察官がプレイヤーに接触するまでにマップを切り替えるなどして警察官の追跡を振り切れば逃走モードは解除される。
プレイヤーが逃げ切れずに警察官と接触してしまうと、職務質問による逃走モード2へと移行するが、この時の質疑応答は完全にランダムであるため、時には変装をしていても一発で見破られてしまうこともあり、職務質問の回避を失敗すると縦方向のシューティングゲームによる逃走モード3へと移行する。この逃走モード3での被弾ダメージは前述のLPと直結している。
なお、ゲーム初期では警察官のみが追いかけてくるが、ゲーム中期以降は私服刑事も登場してさらに難易度が高くなる。警察官に捕まった時は警察官の顔が表示されるが私服刑事のときは「けいじ」とのみ表示される。

### 草野球
ミニゲームとして、実際の野球ゲームもできる。展開上回避できるルートもあるが、エンディングでの一打席勝負は必ずやらなくてはならず、結果如何で結末が変わるということは無い（セリフが少し変わるのみ）。一球勝負ではバットに当てられると高い確率でホームランになるが、抑えるのはさほど難しくない。

## キャラクター

### 主要人物
オープニング画面には「このゲームはフィクションであり実在の人物・団体とは一切関係ない」旨が表示される。
いがわ すぐる
本作の主人公。ガンアンツの投手だったが、肩の故障が原因で現役を引退。現在は解説業の傍ら、横浜で喫茶店を経営している。殺人事件があったその日、自宅でアタッシュケースを携えたほらの訪問を受け、警察から重要参考人として追われる立場となる。その後、自らの潔白を証明するため身を隠しながら捜査を開始する。
会話画面の顔、フィールド上のアイコン共に耳が大きく描かれていて、作中でも度々そのことをいじられる。
ほら たつのり
ガンアンツの野手。4番打者のプレッシャーに耐えかねて円形脱毛症を発症。かきふが脱毛症に効く薬を知っているという噂をアテにしてプリンセスホテルの駐車場に呼び出し、相談を持ちかけるが、その最中おおたから偽札入りのアタッシュケースを押し付けられてしまう。何かと緊張感のない人物。
かきふ まさゆき
タイガーキャッツの野手。ほらと一緒にいたところ、おおたからアタッシュケースを押し付けられる。その後、経緯は不明だが遠征先の横浜に戻ってホイップスとの試合に出場。深夜に宿泊していたホテルから失踪する。
くあた ますみ
ガンアンツの投手。いがわ引退後のエースで、監督から全幅の信頼を寄せられている。レオポンズのきおはらとは高校の同級生だが犬猿の仲。何かを探しているようで、東京、所沢、名古屋など様々な場所に現れる。
おおた かずひこ
報日スポーツ（ほうにちスポーツ）に所属する、ほらの番記者。東京の生まれだが、タイガーキャッツのファン。事件が発生した9月8日、プリンセスホテルの駐車場でほらにアタッシュケースを押し付けた。以後は行方不明となっている。元投手でプロ志望だった過去を持ち、現役時代は社会人野球の日本電力川崎でプレーしていた。
おの ひろゆき
東西出版（とうざいしゅっぱん）の社員。表向きはほら担当のカメラマンだったが、実際はプロ野球選手などのスキャンダル記事を追う方に情熱を燃やしており、彼を知る者からの評判は決して良くない。はらだの殺害現場で特ダネ写真を撮ったと同僚に連絡した後、行方不明となっている。
はらだ のぶやす
被害者。東京印刷（とうきょういんさつ）の社員。9月8日の午後3時半頃、プリンセスホテルの駐車場にて死体で発見された。腕の良い彫師だが不良社員らしく、"なかがわというワル"とも付き合いがあった。
かわむら
日本スポーツ（にっぽんスポーツ）に所属する、タイガーキャッツの番記者。ヘビースモーカー。現在は大阪から横浜に出向中。東京にマンションの拠点を持っていて、頻繁に通っているらしい。

### 各球団関係者
しおづか としお
ガンアンツの野手。チーム一のプレイボーイ。おのからゆすられたが無視している。
なかはら きよし
ガンアンツの野手。よく人からバットを借りる。そして、そのバットを球場に忘れて帰る癖を持つ。重要な証拠から指紋が検出され「わけがわからん」と困惑している。
おいかんとく
ガンアンツの監督。くあたに対する信頼から、いがわの引退について意に介さない態度を取る。
むらかみかんとく
タイガーキャッツの監督。気さくな人物で、ライバル球団の元エースであるいがわとも仲が良い。
おさだ あきのぶ
タイガーキャッツの野手。意外な趣味の持ち主で、それをネタにおのからゆすられたことがある。
まるみ あきのぶ
タイガーキャッツの野手。いがわ曰く「めちゃんこもてる」。
ふるいや ひでお
ファイアーズの野手。かきふと同じ千葉出身。
あかぎ だいすけ
スワンズの投手。なるしまに人気を取られ、野球は実力主義だと開き直る。
なるしま かずしげ
スワンズの野手。スター選手だが、親の七光りと言われていて神経質になっている。
きおはら かずひろ
レオポンズの野手。球界を代表するホームランバッターで、くあたとは高校の同期。女優のゆきと付き合っている。
くとう きみやす
レオポンズの投手。おのにマル秘写真を撮られ、ゆすられそうになっている。
にしうら いさお
ホイップスの投手。いがわが入団するまでのガイアンツのエース。勝った翌日もランニングしている。川崎に自宅がある。
たじろ とみお
ホイップスの野手。いがわの愛車を借りていて、話しかけると鍵を返してくれる。
にしべっぷ
カップスの投手。抜群のコントロールを持つ。昨日ガンアンツに勝ち、連勝に意欲を燃やしている。
ほいのかんとく
ドランクスの監督。独走優勝を狙っていたが、ううののせいで失敗し戦犯にしている。あちあい同様名古屋弁。
ううの まさる
ドランクスの野手。おでこに絆創膏を張り、全身包帯で過ごしている。
こんとう しんいち
ドランクスの投手。大のガンアンツ嫌い。
あちあい ひろみつ
ドランクスの野手。初登場の会話では名古屋弁だが、名古屋にいるときは標準語になる。いがわのいなくなったセンターリーグを寂しがっている。
たがわ のぶゆき
ホームズの捕手。戦力外通告を受け、旧友のうじしまとバッテリーを組むべくオニオンズのプロテストを受けている。
はしだ まさたか
バイソンズの捕手。
ふぐもと ゆたか
ブレイビーズの野手。黄金の足と言われているが年齢には勝てずにいる。
うじしま かずひこ
オニオンズの投手。センターリーグを恨んでいる。
ありむらかんとく
オニオンズの監督。オニオンズ一筋。さっさと帰った選手たちに腹を立てている。

### 解説者
すずき しんや
プロ野球ニュースの司会者。
たぶた こういち
元レオポンズの捕手。プロ野球ニュースの解説者。
おおばやし しげる
元タイガーキャッツの投手。プロ野球ニュース内でいがわの無実を信じるコメントをした。
きぬかみ さちお
元カップスの野手。
ひらおか たつろう
元レオポンズの監督。おのに奥さんとすき焼きを食べている所を撮られた。

### 市民
いがわ まきこ
いがわの妻。
おおた めぐみ
おおたの妻。川崎に住んでいる。
あだち
おおたが日本電力川崎時代に同僚だった男。
おの きょうこ
おのの妻。所沢に住んでいる。
むらせ
ファイアーズの球団職員。多額の借金があり、サラ金に追われて行方知れずになっている。ドーム球場のガイアンツ使用日に出入りしていたらしく、同僚から不審がられていた。
なんじょう たかし
売れっ子のタレント。
ゆき
売り出し中の女優。きおはらと付き合っている。
はしもとディレクター
フジタテレビのディレクター。意外な趣味を持つ。赤いものが好みらしい。
たざききしゃ
日本スポーツの記者。
さとうきしゃ
中部（ちゅうぶ - ）スポーツの記者。
まつききしゃ
報日スポーツの記者。レオポンズの担当だが実はガンアンツファン。
あちあい のぶこ
あちあいの奥さん。お土産を渡さないと家に入れてくれない。
やまかわ こうぞう
大阪西宮にある山川医院の院長で、おおたの保証人とされている人物。竹内組から脅しをかけられているらしい。
おおさかのしゅふ
やまかわの隣家に住む主婦。治療費が安い割に羽振りがいい山川医院を訝しがっている。
おしだ よしお
前タイガーキャッツの監督。ケチな性格で有名。成績不振から監督を解任された後、球団を逆恨みしている。成績不振の一因であるかきふに恨みがあるとされている。
レイ
ゲイバーとらねこのホステス。
やくざのくみちょう
竹内組の組長。コテコテの関西人だが、ガンアンツファン。息子が山川医院で盲腸の手術を受けるが、すでに手遅れで死去。その後、医療ミスを理由にやまかわを脅している。
すずきいし
中央病院に勤務する医者。東都医大時代、やまかわと同期だった。
なかがわ
はらだの知り合い。東京印刷の社員曰く"ワル"とのこと。

## スタッフ
- 企画：ともくん（貞本友思）、ムーミンひろゆき（河野浩行）、でこっぱち!!
- キャラクター・デザイナー：ともくん（貞本友思）、いなふきん（稲船敬二）、ところざわ ぽんきち、はまむら、まなし、なぎねこ
- 音楽：ぺろよん とのむら（殿村裕誠）
- スペシャル・サンクス：えい けい、ちゃっかり、アイアン フィッシュ
- プログラマー：RAMBO-K、REVENGER
- ディレクター：ピストン!!たかし（西山隆志）

## 評価
- ゲーム誌『ファミコン通信』の「クロスレビュー」では合計24点（満40点）になっている[2]。

- ゲーム誌『ファミリーコンピュータMagazine』の読者投票による「ゲーム通信簿」での評価は以下の通りとなっており、19.04点（満30点）となっている[1]。同誌1991年5月10日号特別付録の「ファミコンロムカセット オールカタログ」では、「全体のストーリーがしっかりしており、サブゲームも付いたお得な1本」と紹介されている[1]。

| 項目 | キャラクタ | 音楽 | 操作性 | 熱中度 | お買得度 | オリジナリティ | 総合  |
| 得点 | 3.52       | 3.02 | 3.09   | 3.15   | 2.94     | 3.32           | 19.04 |

- ゲーム本『悪趣味ゲーム紀行2』（2001年、マイクロデザイン出版局）では、「なんでプロ野球にアドベンチャーを乗せちゃうワケ!?」、「いがわくんが素性を隠してガンアンツのプロテストを受け、遠投やノックに合格しないと先に進めないという嫌な部分で野球ゲームが出しゃばってくるのが非常に参りました」、「マップ中で職務質問されると、いきなりいがわくんが警察官を殺しまくる縦スクロールシューティングになるのが『あんた、全然無実やないやん!』と妙な突っ込み所を与えてしまうのがちょっとナンです」と評している[3]。

## 関連書籍
- 『プロ野球?殺人事件!必勝攻略法』1989年1月、双葉社発行 ISBN 4575151254
- 『プロ野球?殺人事件!―30番のドタバタ逃亡レース』1989年7月、双葉社発行 ISBN 4575761087